# Westermannia
Westermannia is een geslacht van motten van de monotypische onderfamilie Westermanniinae van de familie Nolidae. Het geslacht werd in 1821 beschreven door Jacob Hübner.

## Soorten
- Westermannia agrapha Hampson, 1905
- Westermannia anchorita Holland, 1893
- Westermannia antaplagica Draudt, 1950
- Westermannia araeogramma Hampson, 1905
- Westermannia argentata Butler, 1886
- Westermannia argentea Hampson, 1891
- Westermannia argyroplaga Hampson, 1905
- Westermannia brillans Viette, 1965
- Westermannia concha Butler, 1886
- Westermannia convergens Hampson, 1902
- Westermannia cuprea Hampson, 1905
- Westermannia elliptica Bryk, 1913
- Westermannia goodi (Hampson, 1912)
- Westermannia ichneumonis Warren, 1914
- Westermannia immaculata D. S. Fletcher, 1961
- Westermannia interrupta Warren, 1916
- Westermannia jucunda Draudt, 1950
- Westermannia longiplaga Bethune-Baker, 1906
- Westermannia melanoconica Bryk, 1913
- Westermannia metiara Kobes, 1997
- Westermannia monticola Strand, 1913
- Westermannia nobilis Draudt, 1950
- Westermannia oediplaga Hampson, 1910
- Westermannia ossicolor Warren, 1914
- Westermannia poupa Holloway, 1979
- Westermannia pyridimacula Gaede, 1916
- Westermannia roseitincta Pinhey, 1968
- Westermannia semifusca Warren, 1914
- Westermannia superba Hübner, 1823
- Westermannia triangularis Moore, 1877

## Verder lezen
- Beccaloni, G.; Scoble, M.; Kitching, I.; Simonsen, T.; Robinson, G.; Pitkin, B.; Hine, A.; Lyal, C., eds. (2003). "Westermannia". The Global Lepidoptera Names Index. Natural History Museum.